# هفت چشمه

هفت‌چشمه که در میان محلی‌ها با نام‌های یئددی گؤز (در زبان ترکی آذربایجانی) و حه‌وت‌کانی (در زبان کردی سورانی) به معنای هفت چشمه شناخته می‌شود، تفرجگاهی است که در ۳ کیلومتری شهر نقده قرار دارد، این نام مبنی به هفت چشمه در بالای کوه است. به اعتقاد محلی‌های این منطقه، آب هر کدام از این چشمه‌ها دارای طعم و مزه منحصر به فرد و مخصوص به خود است که با دیگر چشمه‌ها کاملاً متفاوت است؛ این تفرجگاه از دیرباز یکی از نقاط مورد توجه مردم محلی و گردشگران بوده است. دلیل اصلی این جذابیت آبی است که از هفت محل و چشمه مختلف کوه جوشیده و آب آنها به صورت واحد در یک حوض میانی جمع می‌شود.

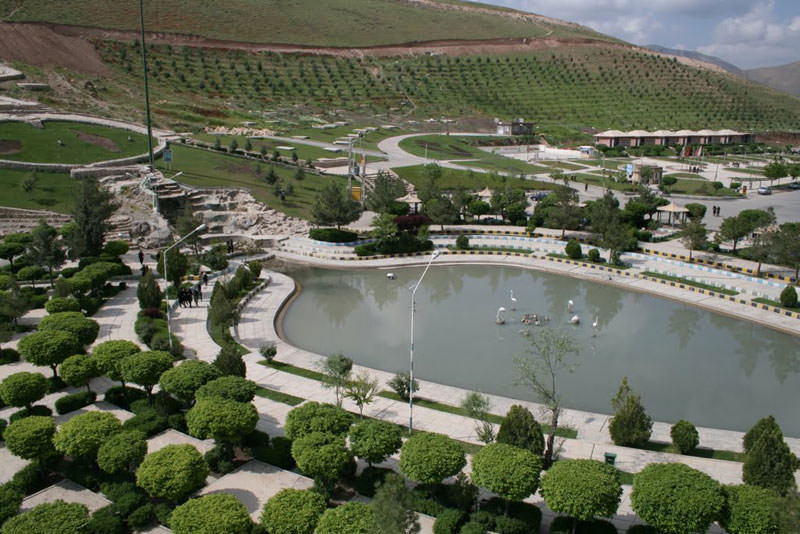
تصویری از حوض کوزه شکل

## شناخت
جاذبه تفریحی هفت چشمه در ۳ کیلومتری شهرستان نقده می‌باشد و به دلیل این که در کنار کوه معروف و زیبای سلطان یعقوب واقع شده است ان را با نام گردشگاه سلطان یعقوب نیز می‌شناسند. کوهستان سلطان یعقوب یکی از بی نظیرترین چشم‌اندازهای طبیعی زیبا در این شهرستان است که بسیار مورد توجه و بازدید کوهنوردان در فصل‌های مختلف قرار گرفته است.

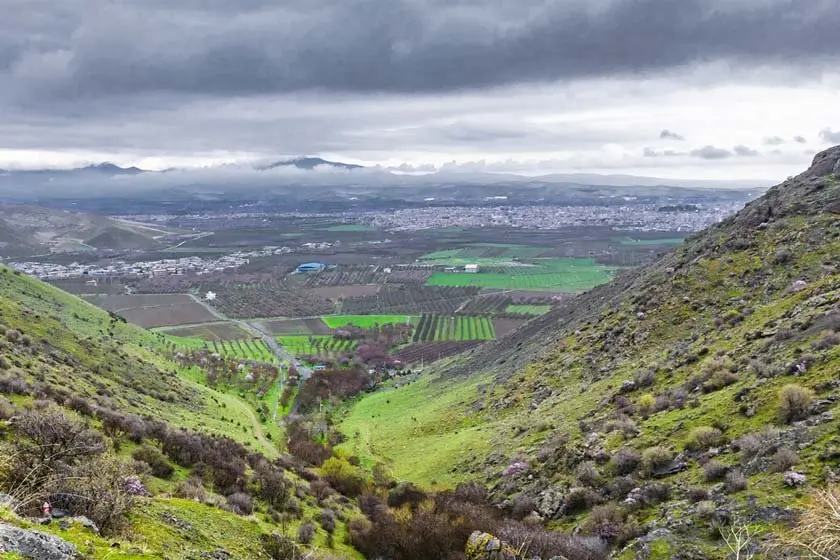
شهر نقده بر فراز کوه سلطان یعقوب

می‌توانید گردشگاه هفت چشمه با توجه به وسعت فراوانی که دارد مناظر طبیعی زیادی را در ان مشاهده کنید، یکی از دلایل ونامگذاری این تفرجگاه به هفت چشمه، وجود چشمه ای است که آب آن از هفت نقطه از کوه جاری شده است و در نهایت به یک چشمه زیبا ختم می‌شود که امروزه محلی که آب هفت چشمه به ان می‌ریزد را به صورت حوضی شبیه به کوزه ساخته‌اند که به یکی از بخش‌های زیبای این تفرجگاه تبدیل شده است.

## امکانات رفاهی

تفرجگاه یئددی گؤز، پیکر تراشی شهریار

بسیاری از مردم شهر نقده برای تفریح درون‌شهری و گذران اوقات فراغت، از این گردشگاه استفاده می‌کنند. این پارک به‌دلیل زیبایی و آرامش فوق‌العاده در شب، بازدیدکنندگان بیشتری دارد. در اطراف چشمه این گردشگاه، سکوها و آلاچیق‌هایی برای اسکان موقت گردشگران و اهالی نقده و همچنین مسیرهایی برای پیاده‌روی تعبیه شده است که در میان انبوه درختان، سرو، کاج و چنار قرار گرفته‌اند و چشم‌انداز بسیار زیبایی دارند. این سکوها بیشتر برای رفع خستگی یا اقامت‌های کوتاه‌مدت به قصد صرف ناهار یا شام برای ساکنان شهر و مسافران هستند.

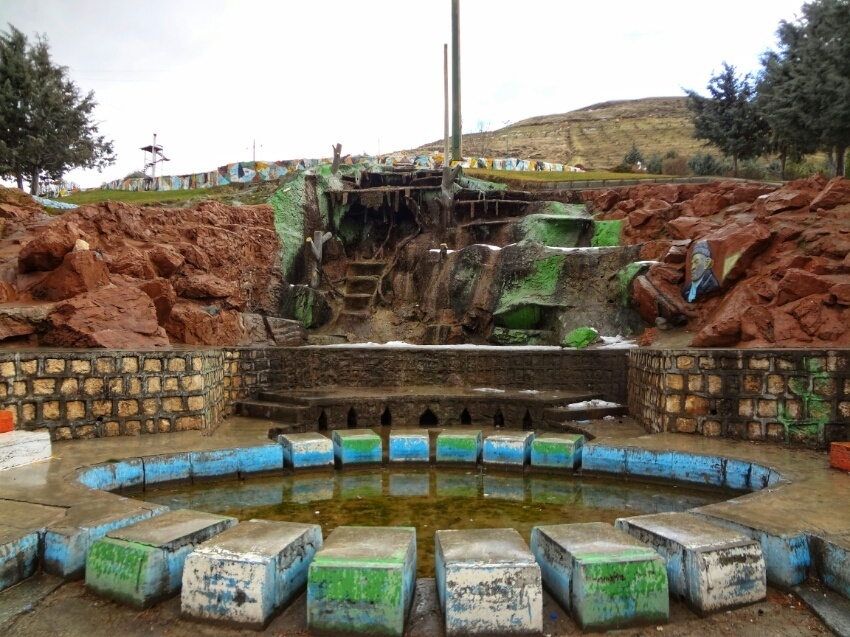
تصویری از ورودی آب به حوض

طبیعت کوهستانی این تفرجگاه باعث شده است تا این محل دارای آب و هوای پاک و پوشیده از درختان سرو و چنار سر به فلک کشیده باشد و چشم‌انداز آن به خصوص در شبانگاه، بسیار زیبا و چشم نواز باشد. این تفرجگاه در فصل زمستان هم به محلی برای بازی‌های زمستانی مانند برف‌بازی و تیوپ سواری تبدیل می‌شود. آلاچیق‌های فراوان تعبیه شده در این منطقه در کنار آب و هوای طراوت بخش آن باعث شده است تا مردمان زیادی برای گذراندن وقت و پیاده‌روی به این تفرجگاه بیایند. علاوه بر این آلاچیق‌ها، از جمله امکانات دیگر موجود در این محل می‌توان به مواردی مانند شهربازی، پارکینگ خودرو، مجموعه بازی‌های کودکان، رستوران و موارد مشابه استفاده کرد

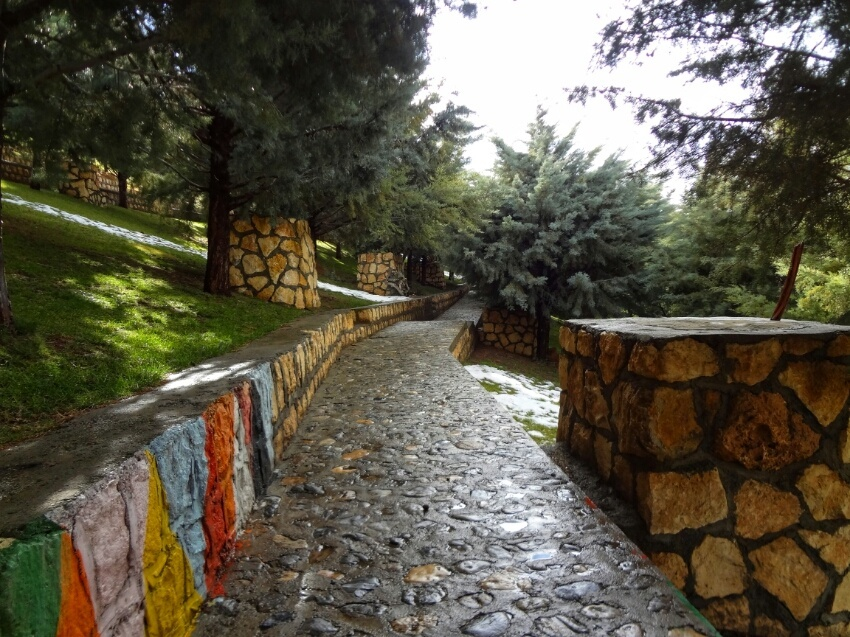
مکانی برای پیاده‌روی در هفت‌چشمه

این تفرجگاه امکاناتی مانند آب آشامیدنی، فضای سبز، امکانات رفاهی، ورزشی، خدماتی، درمانی و بهداشتی، غذاخوری، شهربازی، رستوران و پارکینگ، را دارا می‌باشد
مردم نقده هر روز برای پیاده‌روی به این تفرجگاه می‌روند.